# Piedone în Egipt
Piedone în Egipt (în italiană Piedone d'Egitto) este un film de comedie și aventuri italian din 1980, regizat de Stefano Vanzina (Steno) și avându-l în rolul principal pe Bud Spencer. Acest film este al patrulea (și ultimul) din seria celor patru filme cu comisarul Rizzo (poreclit „Piedone”) de la poliția din Napoli. În acest film, Piedone se deplasează în Egipt pentru a-l căuta pe profesorul Cerullo, care a fost răpit după ce descoperise o insectă care trăia numai în locurile unde se află petrol.

## Rezumat
Comisarul de poliție Rizzo, poreclit „Piedone” (Bud Spencer), primește o informație de la un egiptean pe nume Omar Hakim că tânăra Connie Burns (Cinzia Monreale), nepoata petrolistului miliardar american Edward Burns (Robert Loggia), a fost răpită și este deținută pe vasul Carolina, ancorat în portul italian Napoli. El o salvează de acolo de oamenii mafiotului Salvatore Coppola (Riccardo Pizzuti), care o capturaseră la solicitarea Suedezului (Karl-Otto Alberty), un infractor străin căutat în mai multe țări. La propunerea fetei, miliardarul american care avea afaceri în Egipt îi cere lui Piedone să devină șeful Serviciului de Securitate al companiei sale pe un salariu lunar de 5.000 de dolari. Burns se afla în Italia pentru a discuta cu profesorul entomolog italian Coriolano Cerullo (Leopoldo Trieste), care-i scrisese de mai multe ori că descoperise o insectă care trăia numai în locurile unde se află zăcăminte de petrol. Mergând acasă la profesor, Burns și Rizzo descoperă că acesta fusese răpit, iar translatorul său, Omar Hakim, fusese ucis. Burns se întoarce în Egipt, spunându-i lui Rizzo că îl așteaptă acolo. La decolarea avionului, comisarul îl identifică pe Suedez cu pilotul aeronavei.
Pentru a pune mâna pe Suedez, Piedone, împreună cu brigadierul Caputo (Enzo Cannavale) și cu copilul zulus Bodo (Baldwin Dakile), ajung la Cairo, unde comisarul este angajat de Burns. Împotriva comisarului au loc mai multe tentative de asasinat, încercările constând în tragerea asupra sa cu pistolul la Piramide, punerea unui șarpe în pantofi la o moschee, atacarea sa de către piticul Maghere (Arnaldo Fabrizio) într-un magazin de covoare sau plasarea a două cuțite îmbibate în curara pe scaunul unde trebuia să se așeze comisarul. Aceste atentate sunt săvârște de oamenii Suedezului.
Piedone află că profesorul Cerullo este deținut în oaza Mayed de șeful de trib berber Hassan (Angelo Infanti), fiind dus apoi și deținut în piața veche Kallun. Comisarul se bate acolo cu răpitorii, timp în care profesorul fuge. Urmărindu-l pe profesor, care plecase cu un vapor care naviga pe fluviul Nil către Assuan, Piedone observă răpirea acestuia de către tribul berber. Urmărit de Suedez, el reușește să ajungă în tabăra tribului, unde-l întâlnește pe Hassan căruia îi dă vestea că fratele său Omar fusese ucis la Napoli. Hassan îl conduce legat la palatul lui Elver Zakar (Adel Adham), directorul companiei egiptene a lui Burns. Oamenii lui Zakar îi prinseseră și îi aduseseră acolo pe Burns și nepoata lui, pe profesorul Cerullo și pe Caputo. Zakar vrea să-i ucidă pe aceștia prin îngroparea lor în nisip pentru a fi singurul care va profita de descoperirea profesorului. Dar Piedone, care nu era legat de Hassan decât de formă, se dezleagă și împreună cu luptătorii berberi îi bat pe toți oamenii lui Zakar, inclusiv pe Suedez. Răufăcătorii sunt arestați de un detașament polițiști egipteni sosiți acolo sub conducerea locotenentului Kebir (Mahmoud Kabil).
Reîntorși în Italia, comisarul Rizzo spune că au fost efectuate forări în locurile unde trăia insecta descoperită de profesorul Cerullo, dar nu s-a găsit acolo nicio picătură de petrol. Profesorul a revenit în Italia, continuând să caute petrol. Comisarul Rizzo și Caputo și-au reluat posturile în poliția napoletană, iar Bodo a decis că nu mai vrea să devină polițist, ci petrolist.

## Distribuție
- Bud Spencer – comisarul Manuele Rizzo „Piedone”
- Enzo Cannavale – brigadierul Caputo
- Baldwin Dakile – Bodo
- Angelo Infanti – Hassan
- Cinzia Monreale – Connie Burns
- Leopoldo Trieste – profesorul Coriolano Cerullo
- Karl-Otto Alberty – Suedezul (Jack Connors)
- Robert Loggia – Edward Burns
- Ester Carloni – Assunta, vânzătoarea de țigări
- Riccardo Pizzuti – Salvatore Coppola
- Vincenzo Maggio – complicele lui Coppola
- Adel Adham – Elver Zakar
- Mahmoud Kabil – locotenentul Kebir
- Arnaldo Fabrizio – Maghere
- Venantino Venantini – Ferdinando Ruotolo
- Giovanni Cianfriglia – complicele lui Ruotolo
- Mimmo Poli – pasagerul din avion

### Dublaje în limba italiană
- Pino Locchi – Edward Burns
- Sergio Fiorentini – Elver Zakar

## Despre film
Filmul a fost lansat la 1 martie 1980 în cinematografele din Italia. Coloana sonoră este compusă de frații Maurizio și Guido De Angelis.
Copilul de culoare Baldwin Dakile, care a jucat rolul micului Bodo, a urmat studii în Italia și lucrează în prezent ca avocat în Africa de Sud.

## Recepție critică
Criticii de film au considerat că filmul este, în ciuda simplității sale, destul de distractiv și amuzant pentru a captiva spectatorii. "Formula adoptată pentru această nouă serie de aventuri rocambolești și parțial exotice a comisarului este cea obișnuită: tâlhari de operetă, lupte interminabile și fără violență autentică, un traseu turistic al piramidelor zâmbitoare și al piețelor arabe, personaje caricaturale, aventuri grotești. Ritmul intens și bonomia trio-ului Rizzo-Caputo-Bodo umple chiar și părțile mai puțin reușite ale spectacolului care, în definitiv, umple în mod onest două ore de distracție simplă".